# CACNG8
CACNG8 (англ. Calcium voltage-gated channel auxiliary subunit gamma 8) – білок, який кодується однойменним геном, розташованим у людей на довгому плечі 19-ї хромосоми. Довжина поліпептидного ланцюга білка становить 425 амінокислот, а молекулярна маса — 43 313.
| 10         |  | 20         |  | 30         |  | 40         |  | 50         |
| ---------- |  | ---------- |  | ---------- |  | ---------- |  | ---------- |
| MESLKRWNEE |  | RGLWCEKGVQ |  | VLLTTVGAFA |  | AFGLMTIAIS |  | TDYWLYTRAL |
| ICNTTNLTAG |  | GDDGTPHRGG |  | GGASEKKDPG |  | GLTHSGLWRI |  | CCLEGLKRGV |
| CVKINHFPED |  | TDYDHDSAEY |  | LLRVVRASSI |  | FPILSAILLL |  | LGGVCVAASR |
| VYKSKRNIIL |  | GAGILFVAAG |  | LSNIIGVIVY |  | ISANAGEPGP |  | KRDEEKKNHY |
| SYGWSFYFGG |  | LSFILAEVIG |  | VLAVNIYIER |  | SREAHCQSRS |  | DLLKAGGGAG |
| GSGGSGPSAI |  | LRLPSYRFRY |  | RRRSRSSSRS |  | SEPSPSRDAS |  | PGGPGGPGFA |
| STDISMYTLS |  | RDPSKGSVAA |  | GLAGAGGGGG |  | GAVGAFGGAA |  | GGAGGGGGGG |
| GGAGAERDRG |  | GASGFLTLHN |  | AFPKEAGGGV |  | TVTVTGPPAP |  | PAPAPPAPSA |
| PAPGTLAKEA |  | AASNTNTLNR |  | KTTPV      |  |            |  |            |

A: Аланін

C: Цистеїн

D: Аспарагінова кислота

E: Глутамінова кислота

F: Фенілаланін

G: Гліцин

H: Гістидин

I: Ізолейцин

K: Лізин

L: Лейцин

M: Метіонін

N: Аспарагін

P: Пролін

Q: Глутамін

R: Аргінін

S: Серин

T: Треонін

V: Валін

W: Триптофан

Кодований геном білок за функціями належить до іонних каналів, потенціалзалежних каналів, фосфопротеїнів. 
Задіяний у таких біологічних процесах, як транспорт іонів, транспорт, транспорт кальцію. 
Білок має сайт для зв'язування з іоном кальцію. 
Локалізований у клітинній мембрані, мембрані, клітинних контактах, синапсах.